# Kosmos 2054
O Kosmos 2054 (também conhecido por Altair 14L) foi um satélite de comunicação geoestacionário soviético/russo construído pela NPO Prikladnoi Mekhaniki (NPO PM). Ele esteve localizado na posição orbital de 160 graus de longitude oeste. O satélite foi baseado na plataforma KAUR-4. O mesmo saiu de serviço em meados de 1997, depois de entrar em deriva oeste, provavelmente fora de controle.

## Lançamento
O satélite foi lançado com sucesso ao espaço no dia 27 de dezembro de 1989, por meio de um veículo Proton-K/Blok-DM-2 a partir do Cosmódromo de Baikonur, no Cazaquistão. Ele tinha uma massa de lançamento de 2600 kg.